# 藤原琢也
藤原琢也（ふじわらたくや、本名：藤原拓也、1960年 - ）は、日本の放送作家。占い師。東京都生まれ。これまでに藤原琢也、藤原拓谷、藤原タクヤなど4度ペンネームを変えながら30年放送作家を続けている。大阪芸術大学映像計画学科卒業。

## 人物
- 日本テレビの『アメリカ横断ウルトラクイズ』の構成作家になるために、テレビ業界に飛び込む。『第9回アメリカ横断ウルトラクイズ』から構成作家として参加。第12回、第13回、第14回と渡米。同時にMTVジャパンの前身の日本番組供給で、音楽番組のディレクターを務める。その後、スポーツ番組、家庭情報番組、バラエティ、ニュース、ワイドショーと、あらゆるジャンルの番組を構成。特にスポーツ番組のエンターティメント化を得意とする。
- 格闘技を愛し、多くの格闘技のイベント、番組を構成。ジャイアント馬場、ジャンボ鶴田の追悼番組。伝説のZERO-ONE旗揚げ戦。橋本真也&永田裕志VS三沢光晴&秋山準の試合。『猪木祭り』なども担当。
- 『おもいッきりテレビ』を20年担当、医療・健康にも詳しく、コンプライアンスを守れる作家として『寿命をのばすワザ百科』などの健康バラエティにも参加する。
- 2010年からは、政府インターネットの『徳光＆木佐の知りたいニッポン』。政府広報番組、インターネットテレビという、新たなジャンルを開拓。
- 2011年からは、BSイレブン競馬中継、競馬三昧の日々をおくる。
- 2012年からは、西荻窪の東京女子大のすぐそば、お蕎麦屋さん田中屋の隣で、占い・姓名判断のお店『アスタマニャーナ』を開業。
- 2013年からは、ミニコンサートのプロデュースをスタート。土屋アンナ舞台降板騒動の渦中の人、原作者の難病と言語障害で車いすの歌手　天羽柚月（濱田朝美）のクリスマスコンサートを西荻窪のかがやき亭で行う。
- 2018年からは、本人曰く『生涯最後の改名』として、櫻宮新也を名乗る。
- 占いは、30年間勉強を続け、現在、姓名判断、周易、手相、九星気学、四柱推命、タロット、ルノルマンカード、オラクルカード、メディスンカード、インド占星術、奇門遁甲方位術、ルーン占い、ペンジュラム、家相など幅広くこなす。信念は『運命は変えられる！』。

## 経歴
- 溝口健二監督の脚本家・依田義隆に脚本を学び、黒澤明監督の「羅生門」「影武者」のカメラマン。宮川一夫に映像のいろはを習う。
- 学生時代、井筒和幸監督の『ガキ帝国 悪たれ戦争』(東映）のカメラ助手を担当。
- 前進座の、五世河原崎国太郎の元で歌舞伎のいろはを習う。
- 東映テレビプロで、土曜ワイド劇場などの制作進行を担当。
- 日テレで放送された「出港！逆黒船テレビ」（第1回）で、提出した企画が1位通過、カンヌ国際番組見本市に出品。出品前から各国で話題となり、世界7カ国以上が企画を購入。
- 日テレワイドショー「アナ☆パラ」企画立案。
- 1000本以上の、再現ドラマの台本を執筆。
- ZERO-ONE旗揚げ戦、武道館大会、両国大会。武藤全日本プロレス武道館大会を構成。一時は、年間100試合以上の格闘技の試合を観戦。大仁田のいなくなってからのFMWをこよなく愛す。
- 松竹映画「釣りバカ日誌」18・19。ストーリーを協力。映画は、仕事柄、年間300本以上見ている。リスペクトする監督は、北野武。
- 江副浩正逮捕後のリクルートの武道館での入社式の構成を担当。
- 建設省（現在の国土交通省）が募集した、「道の日」歌詞募集で、大賞受賞。岩崎宏美が歌う。歌詞タイトルは、「たまには道で」

## これまでの主な担当番組

### 日本テレビ
- アメリカ横断ウルトラクイズ第9回～第15回
- 木曜スペシャル
- 日本アカデミー賞
- 独占スポーツ情報
- THE独占サンデー
- 徳光&所のスポーツえらい人グランプリ
- 世界記録工場
- コロッセオ
- ズームイン!!SUPER
- ザ!情報ツウ
- 午後は○○おもいッきりテレビ
- おもいッきりイイ!!テレビ
- DON!
- 追跡
- NTTアワー TIME21
- スーパーテレビ情報最前線
- 24時間テレビ 「愛は地球を救う」
- 伊東家の食卓
- 寿命をのばすワザ百科
- 皇室日記
- ニッポン再検証プロジェクト「コ・コ・ロ・ミ・ル」

### フジテレビ
- たけしの日本教育白書

### テレビ東京
- たけしの誰でもピカソ

### 関西テレビ
- 花王ファミリースペシャル

### BS日テレ
- ジャイアンツ独占チャンネル
- デジ生ジャイアンツ

### BS11
- BSイレブン競馬中継

### ラジオ日本
- ガイジンさん大指摘!爆笑 日本人の急所!!

### NACK5
- トワイライト・アベニュー

### 日本番組供給
- パワーチャンネル（音楽専門チャンネルディレクター）

### 政府インターネットテレビ
- 徳光&木佐の知りたいニッポン!!